# Clifford the Big Red Dog
Clifford the Big Red Dog é uma série de livros infantis americana escrito pelo autor Norman Bridwell, sobre um grande cão vermelho chamado Clifford. Foi publicado pela primeira vez em 1963 e foi escrito pelo autor falecido Norman Bridwell. Clifford é o mascote oficial da Scholastic.

## Personagens
- Clifford: Um cão vermelho macho de 2 anos cuja aparência, disposição e comportamento são baseados em um cão gigante.[3] Seu tamanho é inconsistente: enquanto ele é frequentemente mostrado com cerca de 7,5 m de altura das patas à cabeça, Clifford pode parecer muito maior. O nome do personagem é baseado no amigo imaginário de infância da esposa do falecido criador Norman Bridwell, Norma Bridwell.[4]

Bridwell originalmente queria nomear o cachorro "Tiny", mas sua esposa o convenceu de que "Clifford" era melhor. A dona do animal de estimação de Clifford é Emily Elizabeth. Clifford tem uma mãe, dois irmãos e duas irmãs, todos cães de tamanho normal. Clifford era originalmente o nanico da ninhada, aparentemente destinado a ser pequeno e doente, mas cresceu para um tamanho enorme aparentemente devido ao amor e cuidado de Emily Elizabeth. O personagem de Clifford foi criado quando um editor da Harper & Row aconselhou Bridwell a escrever uma história para acompanhar uma de suas fotos. Bridwell lembra que ela escolheu seu esboço de uma menina com um cão de caça do tamanho de um cavalo e disse casualmente: "Pode haver uma história nisso", porque sempre houve uma.
- Emily Elizabeth: A dona de Clifford e amiga humana, uma menina de 8 anos.[5] Ela é frequentemente retratada montando-o como um cavalo. Ela foi nomeada para a filha do criador Norman Bridwell e baseada nas aventuras imaginárias da esposa de Bridwell. A adaptação da série de TV dá a ela um sobrenome, Emily Elizabeth Howard, e muda o plano de fundo, com ela recebendo Clifford como um presente surpresa em seu aniversário de 6 anos, em vez de escolhê-la como presente de Natal.

## Lista de livros

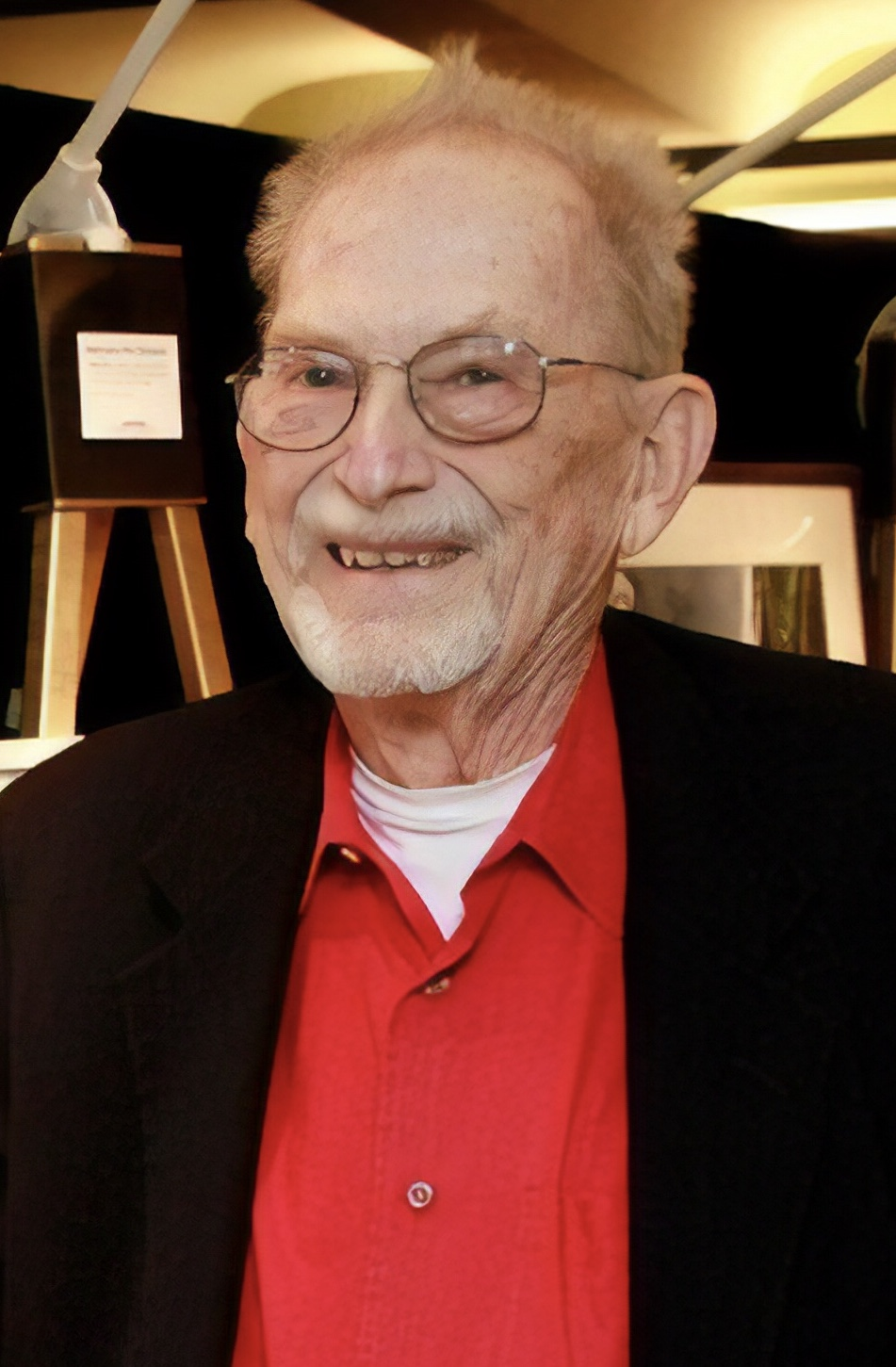
Norman Bridwell, o falecido criador e autor da série de livros Clifford the Big Red Dog, em 2011.

| Título                                                             | Ano  | Notas                                                |
| ------------------------------------------------------------------ | ---- | ---------------------------------------------------- |
| 1. Clifford, the Big Red Dog                                       | 1963 |                                                      |
| 2. Clifford Gets a Job                                             | 1965 |                                                      |
| 3. Clifford Takes a Trip                                           | 1966 |                                                      |
| 4. Clifford's Halloween                                            | 1966 |                                                      |
| 5. Clifford's Tricks                                               | 1969 |                                                      |
| 6. Clifford, the Small Red Puppy                                   | 1972 |                                                      |
| 7. Clifford's Riddles                                              | 1974 |                                                      |
| 8. Clifford's Good Deeds                                           | 1975 |                                                      |
| 9. Clifford at the Circus                                          | 1977 |                                                      |
| 10. Clifford Goes to Hollywood                                     | 1980 | Reeditado em 2010 sob o título: Clifford is a Star   |
| 11. Clifford's ABC                                                 | 1983 |                                                      |
| 12. Clifford's Christmas                                           | 1984 |                                                      |
| 13. Clifford's Family                                              | 1984 |                                                      |
| 14. Clifford's Kitten                                              | 1984 |                                                      |
| 15. Clifford and the Grouchy Neighbors                             | 1985 |                                                      |
| 16. Clifford's Pals                                                | 1985 | Reeditado em 2010 sob o título: Clifford's Best Pals |
| 17. Clifford's Manners                                             | 1987 |                                                      |
| 18. Count on Clifford                                              | 1987 |                                                      |
| 19. Clifford's Birthday Party                                      | 1988 |                                                      |
| 20. Clifford's Puppy Days                                          | 1989 |                                                      |
| 21. Where is Clifford?                                             | 1989 |                                                      |
| 22. Clifford's Happy Days: A Pop-Up Book                           | 1990 | Livro pop-up                                         |
| 23. Clifford's Word Book                                           | 1990 |                                                      |
| 24. Clifford, We Love You                                          | 1991 |                                                      |
| 25. Clifford's Animal Sounds                                       | 1991 |                                                      |
| 26. Clifford's Bathtime                                            | 1991 |                                                      |
| 27. Clifford's Bedtime                                             | 1991 |                                                      |
| 28. Clifford's Peekaboo                                            | 1991 |                                                      |
| 29. Clifford Counts Bubbles                                        | 1992 |                                                      |
| 30. Clifford Follows His Nose                                      | 1992 |                                                      |
| 31. Clifford's Happy Easter                                        | 1992 |                                                      |
| 32. Clifford's Noisy Day                                           | 1992 |                                                      |
| 33. Clifford's Thanksgiving Visit                                  | 1993 |                                                      |
| 34. Clifford, I Love You                                           | 1994 | Livro pop-up                                         |
| 35. Clifford the Firehouse Dog                                     | 1994 |                                                      |
| 36. Clifford's First Christmas                                     | 1994 |                                                      |
| 37. Clifford and the Big Storm                                     | 1995 |                                                      |
| 38. Clifford's First Easter                                        | 1995 |                                                      |
| 39. Clifford's First Halloween                                     | 1995 |                                                      |
| 40. Clifford's Sports Day                                          | 1996 |                                                      |
| 41. Clifford's First Autumn                                        | 1997 |                                                      |
| 42. Clifford's Spring Clean-Up                                     | 1997 |                                                      |
| 43. Clifford's First Valentine's Day                               | 1997 |                                                      |
| 44. Clifford's Peek-And-Seek Animal Riddles                        | 1997 |                                                      |
| 45. Clifford and the Big Parade                                    | 1998 |                                                      |
| 46. Clifford Keeps Cool                                            | 1998 |                                                      |
| 47. Clifford Counts 1 2 3                                          | 1998 |                                                      |
| 48. Clifford Makes a Friend                                        | 1998 |                                                      |
| 49. Clifford: Where is the Big Red Doggie?                         | 1998 |                                                      |
| 50. Clifford's First Snow Day                                      | 1998 |                                                      |
| 51. Oops, Clifford!                                                | 1998 |                                                      |
| 52. Clifford and the Halloween Parade                              | 1999 |                                                      |
| 53. Clifford Grows Up                                              | 1999 |                                                      |
| 54. Clifford's Best Friend: A Story about Emily Elizabeth          | 1999 |                                                      |
| 55. Clifford's Big Book of Things to Know                          | 1999 |                                                      |
| 56. Clifford's First School Day                                    | 1999 |                                                      |
| 57. Clifford Barks!                                                | 2000 |                                                      |
| 58. Clifford to the Rescue                                         | 2000 |                                                      |
| 59. Clifford Visits the Hospital                                   | 2000 |                                                      |
| 60. Clifford's Opposites                                           | 2000 |                                                      |
| 61. Clifford's Schoolhouse                                         | 2000 |                                                      |
| 62. Clifford's Big Red Reader                                      | 2001 |                                                      |
| 63. Clifford's Furry Friends                                       | 2001 |                                                      |
| 64. Clifford's Happy Mother's Day                                  | 2001 |                                                      |
| 65. Clifford's Puppy Fun: A Lift-The-Flap Board Book With Stickers | 2001 |                                                      |
| 66. Clifford's Valentines                                          | 2001 |                                                      |
| 67. Clifford Runs to Story Time                                    | 2001 |                                                      |
| 68. Clifford's Busy Week                                           | 2002 |                                                      |
| 69. Clifford Goes to Dog School                                    | 2002 |                                                      |
| 70. Clifford's Neighborhood: Lots to Learn All Around Town         | 2002 |                                                      |
| 71. Clifford Loves Me!                                             | 2003 |                                                      |
| 72. Clifford's Class Trip                                          | 2003 |                                                      |
| 73. Clifford's Day with Dad                                        | 2003 |                                                      |
| 74. Clifford's First Sleepover                                     | 2004 |                                                      |
| 75. Clifford Goes to Washington                                    | 2005 |                                                      |
| 76. Clifford's Puppy Days: Christmas Angel                         | 2005 |                                                      |
| 77. Clifford the Champion                                          | 2009 |                                                      |
| 78. Clifford Makes the Team                                        | 2011 |                                                      |
| 79. Clifford Goes to Kindergarten                                  | 2015 | Publicado postumamente                               |
| 80. Clifford Celebrates Hanukkah                                   | 2015 | Publicado postumamente                               |

## Adaptações

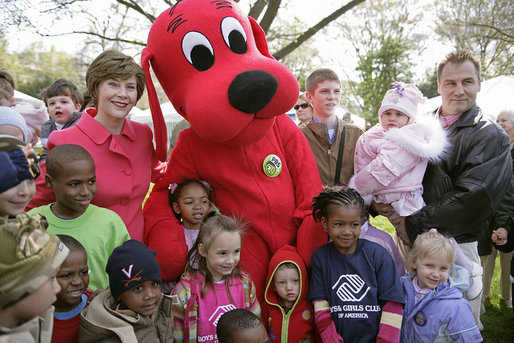
Clifford com Laura Bush e crianças na Casa Branca Easter Egg Roll, 2007.

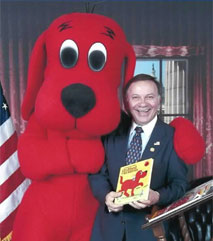
Clifford com o então congressista Tom Tancredo.

### VHS
Karl-Lorimar Home Video lançou o VHS Clifford's Sing Along Adventure por volta de 1986. A Warner Home Video o relançou em meados da década de 1990.
Em 1988, Scholastic Studios, Nelvana Limited e Family Home Entertainment lançaram Clifford's Fun with..., uma série de fitas de vídeo com uma música tema composta por Phillip Namanworth e Benjamin Goldstein.  Os episódios do lançamento são: "The ABC Message Service", "Clifford's Birthday Surprise", "The Scavenger Hunt", "The Rhyme Cat Rescue", "Clifford Goes to Hollywood" e "The Pet Show". O músico Brent Titcomb foi a voz de Clifford, e a atriz Alyson Court foi a voz de Emily Elizabeth.  No final da década de 1990, uma estação de televisão na Espanha transmitiu a série diretamente em vídeo por um curto período de tempo.

### Televisão
A Scholastic Media produziu uma adaptação de 65 episódios exibida na PBS Kids, que foi ao ar de setembro de 2000 a fevereiro de 2003. Clifford foi dublado pelo falecido John Ritter, e Emily Elizabeth foi dublada por Grey DeLisle. Houve também uma série prequela de 39 episódios que ocorreu durante a infância de Clifford, que decorreu de setembro de 2003 a fevereiro de 2006, com Lara Jill Miller como a voz de Young Clifford. Houve também uma série prequela de 39 episódios que ocorreu durante a infância de Clifford, que decorreu de setembro de 2003 a fevereiro de 2006, com Lara Jill Miller como a voz de Young Clifford. Durante esse tempo, um filme teatral que serviu como final do show foi lançado em fevereiro de 2004 e 12 novos episódios foram lançados após a morte de John Ritter (Farewell John Ritter!). No entanto, uma nova série foi lançada em 6 de dezembro de 2019 para Amazon Prime Video e 7 de dezembro de 2019 na PBS Kids com Adam Sanders e Hannah Levinson como as novas vozes de Clifford e Emily Elizabeth, respectivamente. Eles estão retornando no CBC Kids e CBBC e TG4.

### Adaptação para filme live-action
Em maio de 2012, foi relatado que a Universal Pictures e a Illumination Entertainment fariam um filme de animação live-action/CGI baseado no livro. Matt Lopez foi contratado para escrever o roteiro, enquanto Chris Meledandri e Deborah Forte produziriam o filme.
Em julho de 2013, foi relatado que a Illumination havia abandonado o projeto. Dois meses depois, foi relatado que o filme ainda estava em desenvolvimento na Universal e que havia negociações para que David Bowers dirigisse o filme. Como o filme Hop de 2011, Clifford the Big Red Dog será animado enquanto os outros personagens serão live-action. Em 1º de agosto de 2014, a Universal agendou o lançamento do filme em 8 de abril de 2016. No início de 2015, a data de lançamento do filme foi assumida por outro filme da Universal, The Boss. Em 30 de junho de 2016, foi relatado pelo Deadline Hollywood que a Paramount Pictures havia adquirido os direitos do filme. De acordo com a reportagem, "Forte decidiu levar o material em uma nova direção" e "Universal deixou a opção caducar". Foi ainda anunciado que Justin Malen foi contratado para escrever o roteiro. Em 25 de setembro de 2017, foi anunciado que Walt Becker dirigiria o filme, substituindo Bowers. O filme agora é produzido pela Scholastic Entertainment e Paramount Animation. Em 27 de fevereiro de 2019, a Paramount definiu o filme para um lançamento em 13 de novembro de 2020, assumindo o lugar do filme cancelado de ação ao vivo/CGI Rugrats. O filme apresenta a atriz mirim Darby Camp como Emily Elizabeth e Jack Whitehall como um novo personagem, Tio Casey, em seus papéis principais, com Tony Hale como Zac Tieran, o principal vilão do filme. Em 28 de agosto de 2020, o lançamento do filme foi adiado para 5 de novembro de 2021 devido à Pandemia de COVID-19. Em 25 de novembro de 2020, um trailer de 20 segundos do longa-metragem foi lançado. Então, em 26 de maio de 2021, o filme foi reprogramado para ser lançado em 17 de setembro de 2021, mas o filme foi retirado do cronograma de lançamento devido ao aumento da variante Delta. Embora tenha sido surpreendentemente exibido no CinemaCon em 26 de agosto de 2021, mais tarde foi anunciado que o filme seria lançado nos cinemas e digitalmente na Paramount+ em 10 de novembro de 2021.

### Vídeo games
Série original (2000)
- Clifford's Reading
- Clifford's Thinking Games

Série moderna
- Clifford's Learning Activities (2001)
- Clifford's Musical Memory Games (2002)
- Clifford's Phonics (2003)
- Clifford's Big Puzzle Game (Um jogo de DVD de refeição infantil de Wendy's)